# 至聖三者聖堂 (南極)

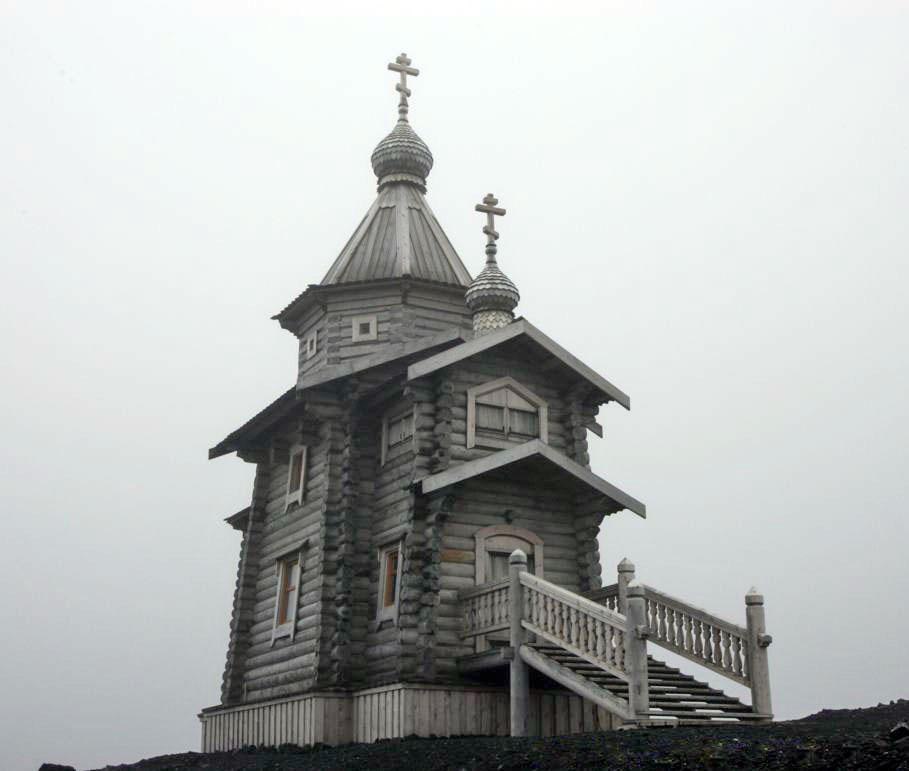
至聖三者聖堂（南極のキングジョージ島）

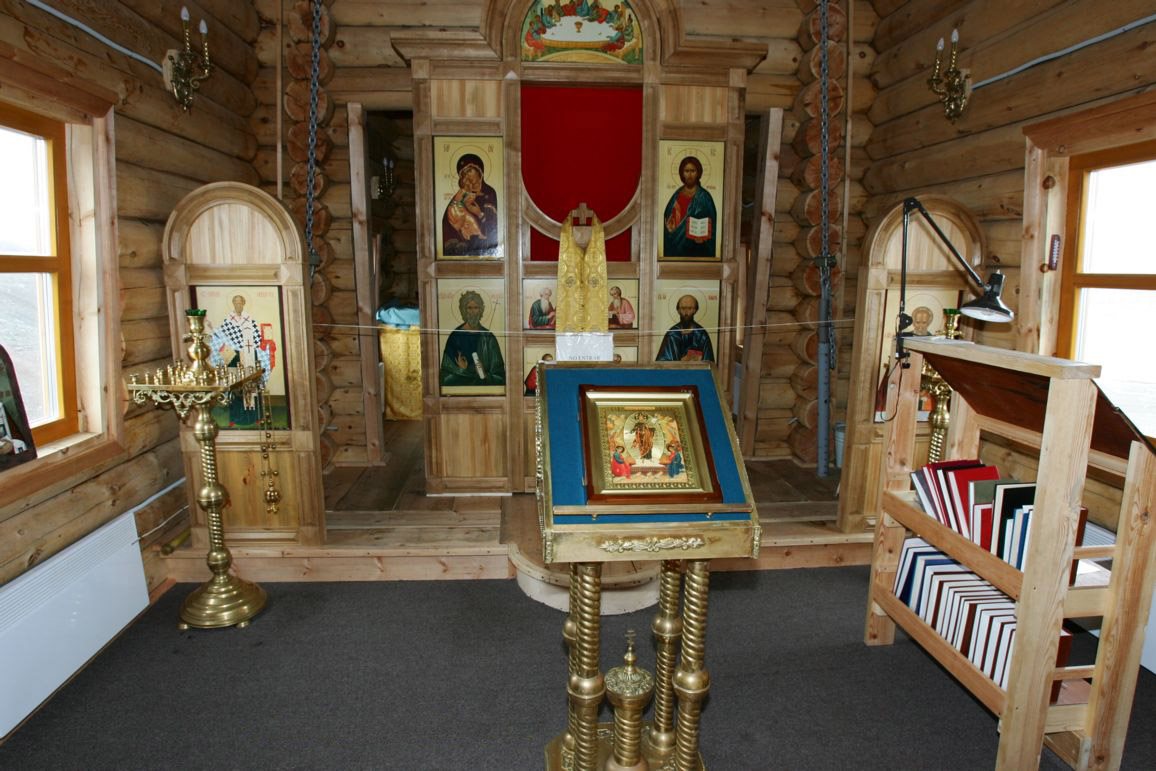
至聖三者聖堂の内観

南極海のキングジョージ島にある至聖三者聖堂（しせいさんしゃせいどう、ロシア語：Церковь Святой Троицы）は、ロシア正教会の小さな聖堂・教会である。

## 概要
ベリングスハウゼン基地の近くにある、至聖三者を記憶する聖堂である。全世界の正教会の聖堂の中でも、最も南に位置している聖堂の一つに数えられる。ただし南極の正教会の聖堂としては他にブルガリア正教会のリラの聖イオアン聖堂がある。

## 建設

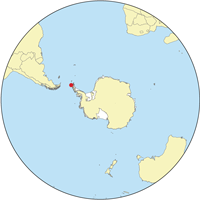
キングジョージ島の位置

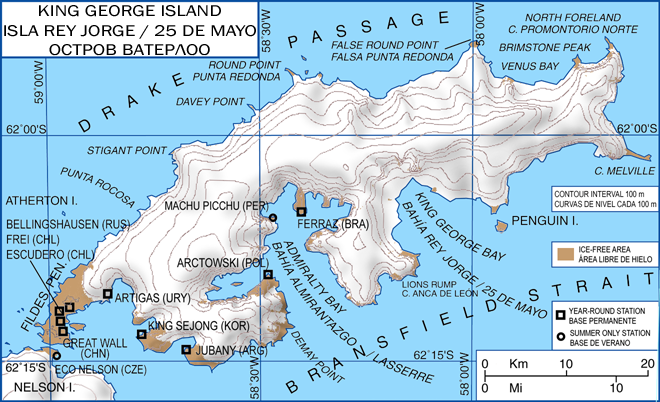
キングジョージ島の地図

聖堂・教会か修道院を南極に創設しようという意欲的な計画は、1990年代に表面化した。「南極のために聖堂を」と名付けられた募金活動はモスクワ総主教アレクシー2世によって祝福され、全ロシアから寄附が集まった。この計画のために建築家を選ぶコンペが開かれ、バルナウル出身のP.I.アニシフォロフ（Anisifirov）、S.G. ルィバク（Rybak）、A.B.シュミット（Schmidt）が選ばれた。
聖堂は15メートルの高さの木造建築で、ロシアの伝統的な様式に則っている。聖堂は30人の参祷者を収容出来る。シベリア松en:Siberian Pineを用いてアルタイ山脈地方の大工達がK.V.フロモフ（Khromov）の監督下に建設を行い、一旦解体されて南極に運ばれた後（船の名は「学士院会員ヴァヴィロフ号」）、ベリングスハウゼン基地の職員によって再び組み立てられた。イコノスタシスはパレフのイコン画師達が描いた。聖堂の鐘はセルゲイ・ムラヴィヨフ＝アポストルの末裔達によって寄附された。
教会は、正教会暦で至聖三者祭とも呼ばれるペンテコステに当たる2004年5月29日に開かれた。聖堂はこの日のために南極を訪れた至聖三者聖セルギイ大修道院の修道司祭カリストラト・ロマネンコによって成聖された。

## 管轄司祭
この聖堂の管轄司祭はゲオルギイ神父である。ゲオルギイ神父は20年間の極地での生活経験があり、現在、自身の教会の近くに恒久的に住んでいる。日々の教会での仕事の傍ら、南極探検で永眠した64人の霊（たましい）の安息を祈り、ベリングスハウゼン基地の職員の精神的な必要に応じた活動を行い、基地周辺の人々のためにも同様の働きを行っている。